# Waukesha-Biota
Die Waukesha-Biota ist eine außergewöhnlich gut erhaltene Fossilgemeinschaft aus dem frühen Silur (Telychium, ca. 438–433 Millionen Jahre alt), die in der Nähe der Stadt Waukesha im US-Bundesstaat Wisconsin entdeckt wurde. Sie ist Teil der Brandon-Bridge-Formation und zeichnet sich vor allem durch die seltene Erhaltung von Weichteilfossilien aus. Die Fundstelle gibt wertvolle Einblicke in die Tierwelt eines flachen, sauerstoffarmen Meeres, das große Teile des damaligen Nordamerikas überflutete.

## Geographische Lage
Die Waukesha-Lagerstätte befindet sich im Südosten des US-Bundesstaates Wisconsin, nahe der Stadt Waukesha, etwa 30 km westlich von Milwaukee. Die bedeutendsten Fossilfundorte dieser Lagerstätte sind zwei aufgelassene Steinbrüche: der West-Steinbruch der Waukesha Lime and Stone Company in Waukesha sowie der Franklin Aggregate Quarry in der Stadt Franklin.

## Geologie

### Geologischer Rahmen
Die Fossilien der Waukesha-Biota stammen aus der unteren Brandon-Bridge-Formation, einer Gesteinseinheit des frühen Silurs, die vor etwa 438 bis 433 Millionen Jahren im Telychium abgelagert wurde. Die Formation ist vor allem im Südosten Wisconsins und im Norden von Illinois verbreitet. In der Region um Milwaukee liegt sie diskordant auf der älteren Manistique-Formation und wird lokal von der Waukesha-Dolomit-Formation überlagert. Die Brandon-Bridge-Formation dünnt nach Norden hin aus und ist nördlich der Stadt Waukesha nicht mehr vorhanden.
Die Schichten wurden in einem flachen, peritidalen marinen Milieu abgelagert, also im Übergangsbereich zwischen Gezeitenzone und flachem Schelfmeer. Darauf schließen Strukturen wie Herringbone-Schichtung, Wellenrippel, Trockenrisse und Bioturbation. Die Formation zeigt im Allgemeinen einen Transgressionstrend, also eine allmähliche Vertiefung des Ablagerungsraums. Besonders fossilreiche Sedimente bildeten sich am Fuß eines etwa 8 Meter hohen Paläohangs, der durch Verkarstung und subaerische Erosion zerklüftet war. In diesen unregelmäßigen Senken lagerten sich feinkörnige, anoxische Sedimente ab, die ideale Bedingungen für die außergewöhnliche Erhaltung der Weichteile schufen.

### Entstehungsgeschichte
Während des Silurs war Laurentia (das heutige Nordamerika) ein stabiler Kontinent nahe des Äquators. Die Region des heutigen Wisconsin lag in einem tropischen Flachmeer auf einer ausgedehnten, tektonisch ruhigen Karbonatplattform. Es kam in dieser Zeit zu einer globalen Transgression, die zur Überflutung weiter Landbereiche führte – darunter auch die Entstehung der Brandon-Bridge-Formation. Diese entstand während einer marinen Transgression im frühen Silur, bei der das Meer weite Teile des heutigen Wisconsin überflutete.

### Datierung
Die Altersbestimmung der Waukesha-Lagerstätte und der sie umgebenden Gesteine der Brandon-Bridge-Formation basiert auf Conodonten, mikroskopisch kleinen, zahnartigen Fossilien von frühen Wirbeltieren, die sich hervorragend für die biostratigraphische Gliederung eignen, da sich diese Organismen in kurzen Zeitabständen evolutionär stark verändert haben und somit sehr präzise stratigraphische Marker liefern. In den fossilführenden Schichten wurden unter anderem Arten aus der Pterospathodus-celloni-Zone gefunden, die eine genaue Einordnung ins Telychium (oberes Llandovery, frühes Silur) ermöglichen. Dadurch lässt sich für die Waukesha-Lagerstätte anhand der Fossilien, ein Alter von etwa 438,5 bis 433,4 Millionen Jahren ermitteln.

## Taphonomie

### Erhaltung
Die Fossilien der Waukesha-Lagerstätte zeichnen sich durch eine außergewöhnliche Erhaltung aus, insbesondere von Weichteilstrukturen. Die meisten Organismen sind als flache, phosphatisch mineralisierte Fossilien in feinkörnigem Sediment erhalten – ein Prozess, der sogar empfindliche Weichteile wie Tentakel oder Verdauungsorgane konservieren konnte.
Der wichtigste Fossilhorizont ist eine etwa 12 cm dicke, fein laminierte Schicht aus tonigem Kalkschluffstein (Calcisiltit), die sich rund 2 Meter über dem Paläohang befindet. Zusätzlich wurde eine zweite fossilführende Lage etwa 60 cm darüber entdeckt. Die Sedimente wurden unter sauerstoffarmen, ruhigen Meeresbedingungen abgelagert, wodurch Aasfresser ferngehalten und mikrobielle Zersetzung verzögert wurde.

## Funde

### Flora
Pflanzliche Fossilien sind in der Waukesha-Lagerstätte nur sehr selten erhalten. Die wenigen Funde beschränken sich auf mutmaßliche Algenreste, die nur in Einzelfällen identifizierbar sind. Eine systematische Zuordnung war bisher meist nicht möglich.

### Fauna
Die Waukesha-Biota umfasst eine bemerkenswert vielfältige Tierwelt, die vor allem durch exzeptionelle Erhaltung geprägt ist. Die Fossilgemeinschaft besteht größtenteils aus Wirbellosen, darunter zahlreiche Arthropoden, Würmer, Graptolithen und selteneren Gruppen. Besonders auffällig ist die Erhaltung feinster Weichteilstrukturen, was eine detaillierte Betrachtung der Morphologie vieler Tiere erlaubt.

#### Wirbellose geordnet nach dem Stamm
| Stamm (Phylum)  | Belegte Taxa (Gruppe/Gattung)                                                      |
| --------------- | ---------------------------------------------------------------------------------- |
| Arthropoda      | Trilobiten, Thylacocephala, Phyllocarida, Ostracoden, Acheronauta stimulapis       |
| Annelida        | Polychaeten                                                                        |
| Palaeoscolecida | Ringelwürmer mit Skleriten; vermutlich zu den Ecdysozoa gehörig                    |
| Hemichordata    | Graptolithen                                                                       |
| Brachiopoda     | Nur Fragmente erhalten, daher nicht bestimmbar                                     |
| Echinodermata   | Echinoderma(?); schlecht erhalten                                                  |
| Cnidaria        | Hydrozoen oder Medusen(?); schlecht erhalten                                       |
| Conodonta       | Pterospathodus celloni                                                             |
| Lobopodia (?)   | Mögliches Vorkommen von lobopodenähnlichen Organismen (nicht eindeutig zuordenbar) |
| Tentaculita (?) | Konularien; systematische Stellung umstritten                                      |

## Forschungsgeschichte

### Wissenschaftliche Ausgrabungen
Die wissenschaftliche Erschließung der Waukesha-Lagerstätte begann in den 1980er-Jahren, insbesondere durch die Arbeiten von Donald G. Mikulic, Joan Kluessendorf und Kollegen. Die ersten systematischen Grabungen fanden im inzwischen stillgelegten West-Steinbruch der Firma Waukesha Lime & Stone Co. statt.
In den folgenden Jahrzehnten wurden zahlreiche Fossilien geborgen, katalogisiert und in wissenschaftlichen Sammlungen gesichert. Viele der Funde wurden allerdings nicht unmittelbar beschrieben, sodass ein großer Teil der Biodiversität der Lagerstätte lange Zeit unerforscht blieb. Erst ab den 2010er-Jahren gewann die Fundstelle wieder verstärktes Interesse, was unter anderem mit der Beschreibung neuer Fossilien – etwa des vermeintlichen Skorpions Parioscorpio venator – zusammenhing. Heute stammen viele der bedeutenden Fossilien aus zwei Steinbrüchen:
- West-Steinbruch der Waukesha Lime & Stone Co. in Waukesha
- Franklin Quarry der Firma Franklin Aggregate Inc. in Franklin, Wisconsin

Die fossilführenden Schichten liegen dort etwa 30 Meter über dem heutigen Boden des Steinbruchs und sind daher heute nicht mehr direkt zugänglich. Ein Großteil der wissenschaftlichen Analysen stützt sich deshalb auf bereits früher gesammeltes Material.

### Publikationen
Seit der ersten wissenschaftlichen Beschreibung in den 1980er-Jahren wurde die Waukesha-Lagerstätte in mehreren Fachpublikationen behandelt. Insbesondere in den letzten Jahren ist das wissenschaftliche Interesse an der Fundstelle wieder deutlich angestiegen. Im Folgenden sind einige der wichtigsten Veröffentlichungen zur Waukesha-Biota aufgeführt:
| Jahr | Autoren                        | Inhalt / Bedeutung                                                                                        |
| ---- | ------------------------------ | --- |
| 1985 | Mikulic, Kluessendorf & Briggs | Erste wissenschaftliche Beschreibung der Lagerstätte und ihrer außergewöhnlich erhaltenen Weichteilfauna. |
| 1987 | Smith et al.                   | Sedimentologische Analyse der Brandon-Bridge-Formation mit Fokus auf Fossilerhaltung.                     |
| 1990 | Kluessendorf                   | Stratigraphische und geologische Beschreibung der Fundregion, insbesondere der Lagerungsverhältnisse.     |
| 2004 | Wilson et al.                  | Diskussion möglicher Myriapoden aus der Lagerstätte.                                                      |
| 2005 | Moore et al.                   | Beschreibung chelicerater Arthropoden (mögliche frühe Spinnentiere).                                      |
| 2014 | Haug et al.                    | Beschreibung von Thylacares brandonensis, einem gut erhaltenen Thylacocephalen.                           |
| 2015 | Jones et al.                   | Taphonomische Studie sowie Beschreibung von Ostrakoden und Phyllocariden.                                 |
| 2016 | Wendruff et al.                | Nachweis seltener Taxa wie Graptolithen und Algen; neue Erkenntnisse zur Faunenvielfalt.                  |
| 2020 | Wendruff et al.                | Erstbeschreibung von Parioscorpio venator, einem zunächst als Skorpion interpretierten Arthropoden.       |
| 2020 | Wendruff et al.                | Umfassende Analyse der Taphonomie und Erhaltungsbedingungen der Waukesha-Fossilien.                       |
| 2021 | Anderson et al.                | Neue Deutung von Parioscorpio als basaler Arthropode mit möglicher Verwandtschaft zu Fuxianhuiiden.       |
| 2022 | Pulsipher et al.               | Beschreibung der neuen Art Acheronauta stimulapis; Hypothese zu neuer Arthropodengruppe.                  |
| 2023 | Gass et al.                    | Überblicksartikel zur paläobiologischen Bedeutung der Waukesha-Biota im Silur.                            |